# 大相撲令和2年7月場所
大相撲令和2年7月場所（おおずもうれいわ2ねん7がつばしょ）は、2020年7月19日から8月2日まで東京都墨田区の国技館（両国国技館）で開催された大相撲本場所である。主催は日本相撲協会・中日新聞社（中日新聞社東京本社）。

## 概要
新型コロナウイルス感染症（COVID-19）流行に伴い、4月3日の時点で5月場所（夏場所）共々2週間の延期が発表され（5月場所は5月24日初日が想定された）、本場所の開催自体も「新型コロナウィルス感染拡大の状況を踏まえて検討する」とされたが、その後複数の力士・相撲関係者の罹患や、政府の緊急事態宣言の延長の動き等も勘案し、本場所の開催について以下の取扱とすることが発表された。
- 5月場所（夏場所）は興業自体を中止（本場所の中止は大相撲八百長問題の影響で中止となった平成23年春場所以来）
- 7月場所（名古屋場所）は感染リスクを考慮し大人数での移動を避けるため、開催会場を愛知県名古屋市の愛知県体育館から国技館に移した上で、無観客開催を目指す（その後有観客での興業に変更、後述）。

なお、5月場所の番付が発表済みだったため、そのまま7月場所の番付に持ち越すこととなった。
こういった経緯から、通常「名古屋場所」の通称を用いているメディアでも、本場所は「大相撲7月場所」と称した。一方で、例年7月場所の主催（勧進元）となっていた中日新聞社は、中日新聞社東京本社名義で主催者に加わっている。また、5月場所が中止となり、7月場所が東京開催となった事から森永賞もインターネットでの投票形式にて実施された。場所後半では東京都庁による新型コロナウイルス感染防止の懸賞旗風告知旗も登場した。
この場所では協会の徹底した感染防止策と墨田区保健所の万全なサポートにより、新型コロナウイルス感染者0人が達成された。
場所後の8月28日に当時首相の安倍晋三が辞意を示し、9月16日に退任したため、安倍晋三名義での内閣総理大臣杯の最後の場所となった。
時系列（すべて2020年）
- 4月3日 - 5月場所、7月場所の2週間延期が発表された。
- 4月7日 - 政府が緊急事態宣言を発出。
- 4月10日 - 勝武士幹士（高田川部屋・西三段目82枚目）の新型コロナウイルス感染確認。勝武士は5月13日に現役のまま逝去した。
- 4月13日 - 協会が各部屋に、接触を伴うぶつかり稽古などの自粛を通達した。
- 4月25日 - 高田川と白鷹山、力士養成員ら4名の感染と入院が発表された。
- 5月4日 - 緊急事態宣言の延長により5月場所の中止と7月場所の開催方法変更を発表。
- 6月10日 - 日本相撲協会が6月22日に予定していた番付発表を実施しないことを発表[8]。
- 7月13日 - 7月場所について、当初想定されていた「無観客興業」ではなく、定員の25％程度（約2500人）を上限とする有観客興業とすることを発表[9]。
- 7月17日 - この日午後5時30分時点、新型コロナウイルス感染拡大の影響で15日間全てにおいてマス席・イス席が売れ残っていることが報道された[10]。

## 優勝争い

### 幕内最高優勝争い
1月場所（初場所）以来半年ぶりとなる「2横綱2大関揃い踏み」の今場所であるが、場所前の稽古で右肘を痛めていた横綱鶴竜が初日の遠藤戦で悪化させ（腰砕けで敗戦）、2日目から休場。中日を終わって全勝は横綱白鵬と新大関の朝乃山の2名で、これを1敗で関脇の正代と御嶽海、さらに元大関で返り入幕の照ノ富士の3名が追う展開となった。
10日目、朝乃山が御嶽海に敗れて初黒星となり、全勝の白鵬が単独トップに立つが、続く11日目から小結大栄翔と御嶽海に連敗、さらに御嶽海との取り組みで古傷の右膝を悪化させ、13日目から休場。これにより、優勝争いは1敗の朝乃山と照ノ富士がトップで並ぶが、13日目に両者の対戦が組まれ、照ノ富士が寄り切って朝乃山を下し単独トップに立つ。14日目に両者黒星を喫し、千秋楽の結果次第では結びの一番で対戦する3敗同士の朝乃山 - 正代の勝者と照ノ富士・御嶽海による巴戦の可能性もあったが、結び前の一番で照ノ富士が御嶽海を寄り切って2敗を守り、30場所ぶり(琴錦の43場所に次いで2番目に長い間隔）2度目の優勝を果たした。幕尻での幕内最高優勝は令和2年1月場所（初場所）の德勝龍以来3人目で、再入幕即優勝も徳勝龍以来2人目。さらに、大関経験者が大関陥落後に優勝するのは、昭和以降では昭和51年9月場所（秋場所）の魁傑以来2人目で、幕内経験者が序二段まで陥落後再入幕して優勝するのは史上初であった。
なお、この場所終了時点で大関の優勝無しが連続20場所となった。これまでにも1977年7月場所から1981年5月場所まで24場所連続で大関の優勝がなかった時期はあるが、うち23場所は横綱が優勝していた。20場所も大関の優勝無しかつ関脇以下の優勝が半数近い8回を占めるという事態は優勝制度発足以降前例がない。

### 十両優勝争い
千秋楽の本割が終わった時点で、明生・旭大星・豊昇龍・千代ノ皇・天空海・水戸龍の6人が10勝5敗で並ぶ結果となり、優勝決定戦1回戦で3人に絞った上で巴戦を実施。1回戦で千代ノ皇を下し、巴戦で豊昇龍・天空海に二連勝した明生が混戦を制した。十両で6人による優勝決定戦は1972年秋場所以来48年ぶり。

## 番付・星取表
幕内
| 東                                | 東         | 東       | 番付   | 西       | 西        | 西              |
| 備考                              | 成績       | 力士名   | 番付   | 力士名   | 成績      | 備考            |
| --------------------------------- | ---------- | -------- | ------ | -------- | --------- | --------------- |
|                                   | 10勝3敗2休 | 白鵬     | 横綱   | 鶴竜     | 2敗13休   |                 |
| カド番                            | 8勝4敗3休  | 貴景勝   | 大関   | 朝乃山   | 12勝3敗   | 新大関 優勝次点 |
| 敢闘賞                            | 11勝4敗    | 正代     | 関脇   | 御嶽海   | 11勝4敗   | 再関脇 殊勲賞   |
| 再小結 殊勲賞                     | 11勝4敗    | 大栄翔   | 小結   | 隠岐の海 | 9勝6敗    | 再小結          |
|                                   | 8勝7敗     | 遠藤     | 前頭1  | 豊山     | 5勝10敗   |                 |
|                                   | 8勝7敗     | 隆の勝   | 前頭2  | 阿武咲   | 2勝13敗   |                 |
|                                   | 5勝10敗    | 宝富士   | 前頭3  | 霧馬山   | 6勝9敗    |                 |
|                                   | 5勝10敗    | 輝       | 前頭4  | 碧山     | 5勝10敗   |                 |
|                                   | 3勝4敗8休  | 阿炎     | 前頭5  | 北勝富士 | 9勝6敗    |                 |
|                                   | 5勝10敗    | 炎鵬     | 前頭6  | 竜電     | 7勝8敗    |                 |
|                                   | 8勝7敗     | 照強     | 前頭7  | 德勝龍   | 7勝8敗    |                 |
|                                   | 4勝11敗    | 石浦     | 前頭8  | 千代大龍 | 6勝9敗    |                 |
|                                   | 10勝5敗    | 玉鷲     | 前頭9  | 勢       | 3勝12敗   |                 |
|                                   | 6勝9敗     | 魁聖     | 前頭10 | 妙義龍   | 10勝5敗   |                 |
|                                   | 5勝10敗    | 志摩ノ海 | 前頭11 | 栃ノ心   | 10勝5敗   |                 |
|                                   | 8勝7敗     | 佐田の海 | 前頭12 | 松鳳山   | 5勝10敗   |                 |
|                                   | 10勝5敗    | 髙安     | 前頭13 | 琴ノ若   | 4勝6敗5休 |                 |
|                                   | 8勝7敗     | 琴奨菊   | 前頭14 | 若隆景   | 10勝5敗   | 再入幕          |
| 新入幕                            | 8勝7敗     | 琴勝峰   | 前頭15 | 千代丸   | 4勝11敗   |                 |
|                                   | 6勝9敗     | 錦木     | 前頭16 | 琴恵光   | 10勝5敗   | 再入幕          |
| 再入幕 幕内最高優勝 殊勲賞 技能賞 | 13勝2敗    | 照ノ富士 | 前頭17 | 琴勇輝   | 6勝8敗1休 | 再入幕          |

十両
| 東       | 東      | 東       | 番付   | 西       | 西      | 西              |
| 備考     | 成績    | 力士名   | 番付   | 力士名   | 成績    | 備考            |
| -------- | ------- | -------- | ------ | -------- | ------- | --------------- |
| 十両優勝 | 10勝5敗 | 明生     | 十両1  | 千代翔馬 | 6勝9敗  |                 |
|          | 9勝6敗  | 翔猿     | 十両2  | 栃煌山   | -       | 引退            |
|          | 5勝10敗 | 東龍     | 十両3  | 旭秀鵬   | 6勝9敗  |                 |
|          | 7勝8敗  | 大奄美   | 十両4  | 英乃海   | 5勝10敗 |                 |
| 優勝同点 | 10勝5敗 | 旭大星   | 十両5  | 逸ノ城   | 9勝6敗  |                 |
| 優勝同点 | 10勝5敗 | 豊昇龍   | 十両6  | 白鷹山   | 5勝10敗 |                 |
|          | 8勝7敗  | 大翔丸   | 十両7  | 剣翔     | 7勝8敗  |                 |
|          | 9勝6敗  | 若元春   | 十両8  | 千代鳳   | 7勝8敗  |                 |
|          | 7勝8敗  | 明瀬山   | 十両9  | 美ノ海   | 8勝7敗  |                 |
|          | 6勝9敗  | 大翔鵬   | 十両10 | 朝弁慶   | 3勝12敗 | 再十両          |
| 再十両   | 6勝9敗  | 富士東   | 十両11 | 木﨑海   | 7勝8敗  |                 |
|          | 8勝7敗  | 翠富士   | 十両12 | 千代ノ皇 | 10勝5敗 | 再十両 優勝同点 |
|          | 6勝9敗  | 貴源治   | 十両13 | 天空海   | 10勝5敗 | 優勝同点        |
|          | 6勝9敗  | 千代の海 | 十両14 | 水戸龍   | 10勝5敗 | 優勝同点        |

（西十両2枚目栃煌山は７月場所前に引退発表）

※ 赤文字は優勝力士の成績。